# Axylia mundipennis
Axylia mundipennis là một loài bướm đêm trong họ Noctuidae.